# イブン・トゥーマルト
アブー・アブド・アッラーフ・ムハンマド・イブン・トゥーマルト（Abu Abd Allah Muhammad Ibn Tumart、アラビア語: أبو عبد الله محمد ابن تومرت、1075年頃/1080年頃 - 1130年）は、イスラム教の宗教指導者。12世紀の北アフリカのマグリブで始まったムワッヒド運動の創始者であり、彼の死後に弟子のアブドゥルムウミンが指導者の地位を継承し、ムワッヒド朝を創始した。

## 生涯
イブン・トゥーマルトはアンティアトラス山中のイーギーッリーズ・ン・ハルガで生まれたと考えられている。両親はベルベル人のマスムーダ族の支族の出身で、父はハルガ族、母はマサッカーラ族に属していた。比較的裕福な家に生まれたトゥーマルトは学問を続けることができ、勉学と祈祷を欠かさなかったため「たいまつ」を意味するアサフ（asafu）のあだ名で呼ばれていた。
生まれ育った村のモスクで学んだ後、より知識を深めるためにトゥーマルトは修学の旅に出ることを決意する。1107年頃に遊学の旅に出るが、経路・訪問地は明確になっていない。コルドバ、マシュリクで学び、神学者ガザーリーの神学やアシュアリー学派の思想に触れた。
チュニジア、アルジェリアを経てモロッコに戻り、帰途で多くの法学者・哲学者と論争を展開する。1118年頃にトゥーマルトは北アフリカに戻り、村落で不道徳を戒め、イスラーム法（シャリーア）に従った生活を行うことを説いた。トゥーマルトの説く厳格な教えは人々に受け入れられず、トゥーマルトはベジャイア郊外のマッラーラのザーウィヤ（修養所）に篭り、この地で出会ったアブドゥルムウミンを弟子に迎えた。
トゥーマルトとアブドゥルムウミンの布教の旅はより計画的なものとなり、彼らの支持者の数は次第に増えていった。ムラービト朝の王都マラケシュに入ったトゥーマルトはアミール・アリー・イブン・ユースフの前でムラービト朝の宮廷で影響力を持つ学者と論争を行い、彼らを打ち負かした。トゥーマルトの思想は危険視され、ムラービト朝の宰相マーリク・イブン・ウハイブはトゥーマルトの追放を主張するが、廷臣のインターン・イブン・ウマルはトゥーマルトにマラケシュからの脱出を勧め、アグマートに移動した。
アグマートのトゥーマルトはアリーからの出頭の要求を拒み、ムラービト朝への反抗の意思を明らかにする。故郷のイーギーッリーズに戻ったトゥーマルトは預言者ムハンマドに倣ってイーギーッリーズの洞窟で瞑想を行い、ムハンマドと同じ啓示を受けたと印象付けさせた。1121年にトゥーマルトは神の啓示を受けた無謬の指導者である「マフディー」を称し、正義の回復のためにムラービト朝打倒の軍事行動に参加することを説いた。トゥーマルトの軍隊はムラービト朝との戦闘で勝利を収め、アンチ・アトラス山脈、スース川流域の大部分、マスムーダ族の指導者の大部分から支持を受けるようになる。
1123年/1125年にトゥーマルトはティンメル（ティーンマッラル）に拠点を移し、この地で多数の信徒を集める。ティンメルのトゥーマルトはムハージルーンとアンサールに似た集団、部族間の階級を作り上げ、アブドゥルムウミンが軍団を纏め上げる体制を確立した。1128年にトゥーマルトの軍はアル＝ブハイラの戦いでムラービトの騎馬隊に大敗し、高弟の一人アル＝バシーリー・アル＝ワンシャリーを失う。1130年にトゥーマルトは没したが3年の間彼の死は秘匿され、その後アブドゥルムウミンが指導者の地位に就いた。
トゥーマルトの遺体はティンメルに埋葬され、16世紀の歴史家レオ・アフリカヌスは彼の墓が崇拝されていたことを書き残している。

## 思想
イブン・トゥーマルトの思想は神の唯一性（タウヒード）を強く主張した点に特徴付けられ、彼の思想に共鳴する人間は唯一神の信者を意味するアル＝ムワッヒドの名前で呼ばれていた。
トゥーマルトは唯一神の存在、それに対する神性、神に極めて近い存在、聖者、偶像の排除を唱え、律法主義的なアル＝ムラービトの主張に対してイスラームの原点に近い傾向が見られる。神を純粋な精神とする点はムゥタズィラ学派と共通し、神の属性を否定し、アル＝ムラービトをタジュシーム（神の人間化）を主張する集団として弾劾した。トゥーマルトは神の唯一性とともに永遠性、全知全能を強調したが、神は被創造物に彼らの能力以上の要求を行わず、誰も全容を把握できないという制約をもうけている。あいまいな語句が多いとされるクルアーン（コーラン）には、タシュビーフ（神と他の者の比較）とタクリーフ（神への属性の付与を排除する寓意的な解釈）の採用を推奨した。神と預言者を最もよく知る指導者であるマフディーへの信仰を掲げ、マフディーを自称したトゥーマルトの思想はマフディーに対する伝承と信仰を利用したものとも受け取られ、形式主義に走っていた当時のイスラームの掘り下げを停止させたことが指摘されている。トゥーマルトはクルアーンとスンナを判断の基準とし、イジュマー（意見の一致）についてはサハーバ（預言者ムハンマドの教友）間の意見の一致、キヤース（類推）の採用には思弁的類推を否定していた。
トゥーマルトの思想にはベルベル的な特徴も見られ、ベルベル語による著述活動、ベルベル人と緊密な関係にあったハワーリジュ学派に近い主張をし、ムラービト朝で優位な立場にあったマーリク学派を攻撃した。トゥーマルトはイスラム教の基本的な教義の知識しか持たないマスムーダ族の教育に従事し、しばしばアラビア語でクルアーンを暗唱させた。政治面においてもベルベル人の伝統どおりに会議での有力者の助言を尊重し、マスムーダ族の規則に従っていた。
男女の差異の強調、音楽の排除はトゥーマルトの思想の特徴に挙げられている。マラケシュで宣伝活動を行っていたトゥーマルトは、着飾って馬に乗ったアリー・イブン・ユースフの妹が従者を従えている状況に遭遇し、弟子たちとともにアリーの妹を落馬させた。